# Museo di scienze naturali (Basilea)
Con una tradizione di oltre trecento anni, il Museo di scienze naturali di Basilea (Lingua tedesca: Naturhistorisches Museum Basel) ospita varie collezioni di zoologia, entomologia, mineralogia, antropologia, osteologia e paleontologia. Esso si prefigge lo scopo di ampliare, conservare, ricercare, documentare e trasmettere la storia degli oltre 7,7 milioni di oggetti di sua proprietà, che sono da intendersi come veri e propri «archivi della vita». Esso presenta regolarmente esposizioni speciali su temi attuali, organizzando manifestazioni, visite guidate ed escursioni e partecipando a diversi progetti di ricerca a livello nazionale e internazionale.